# Warunek Marshalla-Lernera
Warunek Marshalla-Lernera – warunek wyznaczający efektywność wpływu aprecjacji lub deprecjacji waluty krajowej na poprawę bilansu obrotów bieżących. Nazwa pochodzi od nazwisk ekonomistów Alfreda Marshalla i Abby P. Lernera. Zgodnie z tym, co zauważyli
- gdy suma cenowych elastyczności popytu krajowego na import i popytu zagranicznego na eksport danego kraju będzie większa od jedności, to w wyniku dewaluacji nastąpi rzeczywista poprawa bilansu obrotów bieżących (bo znacząco spadnie popyt na dobra importowane, a na eksportowane wzrośnie);
- gdy suma cenowych elastyczności popytu krajowego na import i popytu zagranicznego na eksport danego kraju będzie mniejsza od jedności, to saldo bilansu obrotów bieżących ulegnie pogorszeniu;
- gdy suma cenowych elastyczności popytu krajowego na import i popytu zagranicznego na eksport danego kraju będzie równa jedności, to dewaluacja (deprecjacja) waluty krajowej nie doprowadzi do zmian salda bilansu obrotów bieżących.

Warunek Marshalla-Lernera wymaga poczynienia odpowiednich założeń, które w rzeczywistości mogą wywoływać różnorakie zakłócenia funkcjonowania modelu. Do założeń tych należą:
1. Ceny importu i eksportu określone w walutach ich kraju pochodzenia są dane egzogenicznie (tzn. ceny dóbr będących przedmiotem wymiany międzynarodowej są stałe w walucie krajowej, przy zmianie kursu walutowego zaś zmieniają się odpowiednio do niego),
2. Nie istnieją ograniczenia podaży dóbr eksportowanych (jak również podaży zagranicznych dóbr importowanych), tj. elastyczność podaży jest nieskończona w obu krajach,
3. Ceny i ilości dóbr eksportowanych dostosowują się natychmiast,
4. Zmiany kursu walutowego nie mają wpływu na oczekiwania co do przyszłych zmian kursu.